# Витасек, Петр
Петр Витасек (чеш. Petr Vitásek; род. 5 августа 1981, Острава) — чешский гребец, выступавший за сборную Чехии по академической гребле в 2001—2013 годах. Обладатель серебряной медали чемпионата мира, бронзовый призёр чемпионата Европы, призёр этапов Кубка мира, победитель и призёр первенств национального значения, участник двух летних Олимпийских игр.

## Биография
Петр Витасек родился 5 августа 1981 года в городе Острава, Чехословакия. Занимался академической греблей в Праге в столичном клубе «Дукла».
Впервые заявил о себе на международном уровне в сезоне 2001 года, когда вошёл в состав чешской национальной сборной и выступил в парных двойках на юниорском мировом первенстве в Мюнхене.
На чемпионате мира 2002 года в Севилье занял 11-е место в безрульных четвёрках.
В 2003 году побывал на чемпионате мира в Милане, откуда привёз награду серебряного достоинства, выигранную в парных четвёрках — в финале его экипаж обошли только спортсмены из Германии.
Благодаря череде удачных выступлений удостоился права защищать честь страны на летних Олимпийских играх 2004 года в Афинах — в программе четвёрок без рулевого вместе с соотечественниками Якубом Маковичкой, Яном Шиндлером и Карелом Неффе сумел квалифицироваться лишь в утешительный финал В — расположился в итоговом протоколе соревнований на восьмой строке.
В 2005 году в четвёрках без рулевого выиграл бронзовую медаль на этапе Кубка мира в Итоне, показал восьмой результат на чемпионате мира в Гифу.
В 2006 году в той же дисциплине закрыл десятку сильнейших на чемпионате мира в Итоне.
В 2007 году в парных четвёрках получил серебро и бронзу на этапах Кубка мира в Амстердаме и Люцерне соответственно, тогда как на чемпионате мира в Мюнхене финишировал пятым.
Находясь в числе лидеров гребной команды Чехии, благополучно прошёл отбор на Олимпийские игры 2008 года в Пекине — на сей раз занял десятое место в зачёте парных четвёрок, его партнёрами при этом были Милан Долечек, Якуб Ганак, Давид Йирка.
После пекинской Олимпиады Витасек остался действующим спортсменом и продолжил принимать участие в крупнейших международных регатах. Так, в 2009 году он занял 11-е место в парных четвёрках на чемпионате мира в Познани.
В 2010 году в парных двойках взял бронзу на чемпионате Европы в Монтемор-у-Велью, был девятым на чемпионате мира в Карапиро.
На чемпионате мира 2011 года в Бледе занял 12-е место в той же дисциплине.
В 2012 году стартовал на чемпионате Европы в Варезе, пытался пройти отбор на Олимпийские игры в Лондоне, но на олимпийской квалификационной регате FISA в Люцерне финишировал в парных четвёрках лишь третьим.
Последний раз представлял Чехию на международной арене в сезоне 2013 года, когда занял 12-е место в парных четвёрках на чемпионате Европы в Севилье.